# 밀도 다발
미분기하학에서 밀도 다발(密度-, 영어: density bundle)은 적분을 정의할 수 있는 단면들을 갖는 선다발이다.

## 정의
{\displaystyle n}차원 매끄러운 다양체 {\displaystyle M} 및 양의 실수 {\displaystyle s\in \mathbb {R} ^{+}}가 주어졌다고 하자. 그렇다면, 실수 일반선형군 {\displaystyle \operatorname {GL} (n;\mathbb {R} )}는 다음과 같은 자명한 1차원 표현을 갖는다.
{\displaystyle \rho \colon \operatorname {GL} (n;\mathbb {R} )\to \mathbb {R} ^{+}}
{\displaystyle \rho \colon A\mapsto |\det A|^{-s}}
여기서 우변은 양의 실수의 곱셈군 {\displaystyle (\mathbb {R} ^{+},\cdot )}의 원소이다.
그렇다면 이 표현에 대한 연관 다발을 정의할 수 있다. 이를 {\displaystyle s}-밀도 다발(영어: {\displaystyle s}-density bundle)이라고 하며, {\displaystyle |\Lambda |^{s}(TM)}이라고 쓴다. 만약 {\displaystyle s=1}일 경우, 밀도 다발이라고 한다. {\displaystyle s}-밀도 다발의 단면을 {\displaystyle s}-밀도라고 한다.:468–470, §XVI.4
텐서 다발과 밀도 다발의 텐서곱을 텐서 밀도 다발(영어: tensor density bundle)이라고 하고, 그 단면을 텐서 밀도(영어: tensor density)라고 한다.

### 미분 형식과의 관계
유향 다양체 {\displaystyle M}의 경우, 밀도 다발은 최고차 미분 형식들의 다발 {\displaystyle \Omega ^{n}M}과 표준적으로 동형이다. (이 동형은 다양체의 방향에 의존한다.) 즉, 이 경우 밀도는 최고차 미분 형식과 같은 개념이다. 그러나 가향 다양체가 아닌 경우 이러한 동형은 존재하지 않는다.

### 리만 다양체의 밀도 다발
리만 다양체 {\displaystyle (M,g)}는 표준적인 밀도를 가지며, 이를 부피 밀도(영어: volume density)라고 한다. 국소적으로, 이는 부피 형식의 절댓값과 같다.

## 연산
{\displaystyle s_{1}}-밀도와 {\displaystyle s_{2}}-밀도는 곱할 수 있으며, {\displaystyle s_{1}+s_{2}}-밀도를 얻는다. 어느 곳에서나 0이 아닌 {\displaystyle s}-밀도는 역수를 취할 수 있으며, 이는 {\displaystyle -s}-밀도이다.
두 {\displaystyle s}-밀도는 더할 수 있으며, {\displaystyle s}-밀도를 얻는다.

### 적분
다양체 위의 1-밀도는 (적절한 수렴 조건이 충족된다면) 적분을 취할 수 있다. 
매끄러운 다양체 {\displaystyle M}의 국소 좌표계 {\displaystyle (U_{\alpha },\phi _{\alpha }\colon U_{\alpha }\to \mathbb {R} ^{n})}에서, 밀도 {\displaystyle f}의 적분은 다음과 같다.
{\displaystyle \int _{U_{\alpha }}f=\int _{\phi _{\alpha }(U_{\alpha })}t_{\alpha }\circ f\circ \phi _{\alpha }^{-1}d\mu }
여기서 {\displaystyle \mu }는 유클리드 공간 {\displaystyle \mathbb {R} ^{n}} 위의 르베그 측도이다. 두 국소 좌표계의 교집합 {\displaystyle U_{\alpha }\cap U_{\beta }}에서, 밀도의 적분은 사용한 국소 좌표계에 의존하지 않는다는 것을 보일 수 있다. 그렇다면 {\displaystyle M} 전체에서의 적분은 가법적(加法的)으로 정의할 수 있다.

## 응용
등각기하학에서, 등각 계량은 2차 텐서 밀도를 이룬다.

## 참고 문헌
1. ↑  Lange, Serge (1999). 《Fundamentals of differential geometry》. Graduate Texts in Mathematics (영어) 191. Springer-Verlag. doi:10.1007/978-1-4612-0541-8. ISBN 978-0-387-98593-0. ISSN 0072-5285.

## 같이 보기
- “Tensor density”. 《Encyclopedia of Mathematics》 (영어). Springer-Verlag. 2001. ISBN 978-1-55608-010-4.
- Weisstein, Eric Wolfgang. “Tensor density”. 《Wolfram MathWorld》 (영어). Wolfram Research.
- Weisstein, Eric Wolfgang. “Pseudotensor”. 《Wolfram MathWorld》 (영어). Wolfram Research.
- “Density”. 《nLab》 (영어).